# Banchus cerinus
Banchus cerinus är en stekelart som beskrevs av Dali Chandra och Gupta 1977. Banchus cerinus ingår i släktet Banchus och familjen brokparasitsteklar. Inga underarter finns listade.